# 佐藤賢治 (ボクサー)
佐藤 賢治（さとう けんじ、1978年10月16日 - ）は、日本の元プロボクサー。福島県相馬市出身。三迫ボクシングジム所属。入場曲はB.P.2011「DANCEHALL GANGSTA」。

## 来歴

### アマチュア時代
佐野日大付属高校を退学後に編入した西武台千葉高校からボクシングを始め、その時代の日本一の日本大学に推薦をもらい、進学。1年から活躍しだし、2年から4年まで関東大学リーグ戦に全出場し、19勝（15KO）1敗。大学2年時全日本選手権で準優勝。3年4年とライトミドル級、ミドル級優勝と2連覇を果たす。
2000年シドニーオリンピック日本代表に選出されるが、アジア予選にて敗退。

### プロ時代
大学卒業後、三迫会長とトレーナーの三谷大和からの誘いでプロ転向。
A級トーナメントに表明するも、エントリーていた他5名は1名となり、いきなりの決勝。優勝するがランキングに入らず。
その後　昨年の新人王でランキング7位と試合して勝つが、そこでもランキングに入らずボクシングを引退。
その頃、K-1で勢いのある後の世界チャンピオンとのスパーリングの話があり、代官山のジムにて手合わせするとパンチで圧倒し、Kー1や総合格闘技のスカウトが複数きたが、結婚を機に格闘技引退。
現在は埼玉県春日部市にてSatoBoxingFitnessを開きボクシングの魅力、楽しさをfitnessとして伝えている。